# سوشي

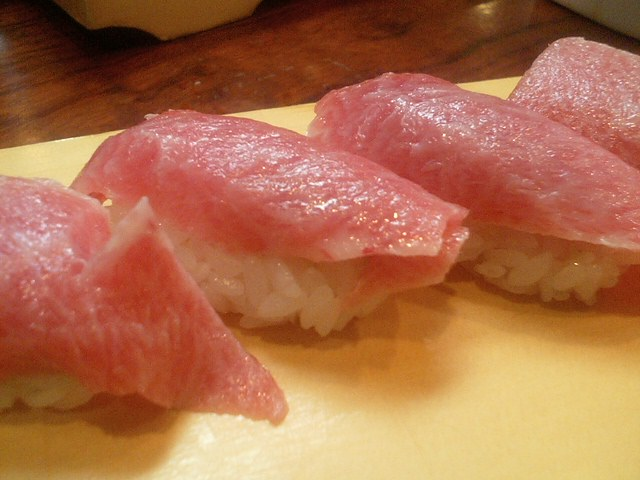
قطع من السوشي مع لحم التونة

السوشي هو طعام ياباني شهير. يصنع السوشي في المطبخ الياباني من الرز المخلل مع تغطيته بشرائح سمك نيئة مستطلية منزوعة الجلد أو يلفّ الرز حول حشوات مختلفة من المأكولات البحرية أو الخضروات أو الفطور أو بيض السمك أو اللحوم الحمراء وتغلف هذه اللفافة بورقة رفيعة من الأعشاب البحرية للتماسك وإضفاء نكهة أخرى. وقد تكون حشوة أو غطاء رز السوشي نيئاً، كالأسماك وبيوضها، أو مطبوخاً أو مفروماً.
يؤكل السوشي عادةً مع صلصة مركبة من معجون جذور نبات الواسابي وصلصة فول الصويا.
غالباً ما يخلط الناس، خارج اليابان، في فهم السوشي بأنه كرة رز مغطاة بالسمك أو بأنه السمك النيء بحد ذاته، بينما السمك النيء فقط يعرف في المطبخ الياباني باسم الساشيمي.

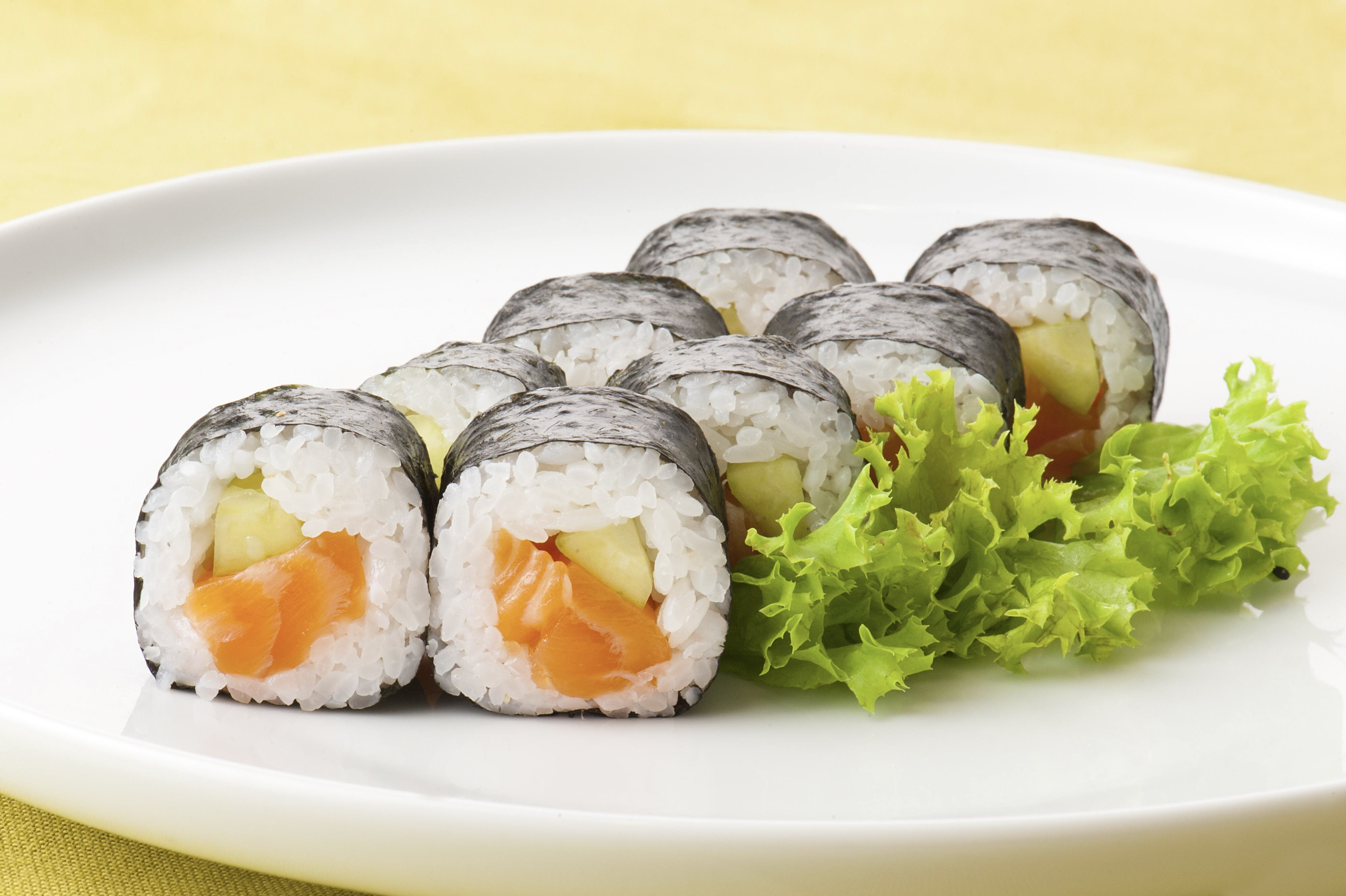
لفائف سوشي بحشوات من المأكولات البحرية والخضروات

## التاريخ
مقال تفصيلي: تاريخ السوشي
يُظن بأن السوشي بدأ في مناطق متقاربة في اليابان والصين ويتنازع اليابانيون والصينيون على أحقية نسبة نشأة السوشي في مطبخهم، لكن لا يمتلك أيّ من الطرفين حقائق تاريخية موثقة عن ذلك. ومع هذا، يكتب اليابانيون كلمة السوشي (寿司) بحروف الكانجي صينية الشكل.

## الأنواع
المكون الأساسي في كل أنواع السوشي هو رز السوشي (باليابانية: شاري). تستخدم الكثير من أنواع الحشوات والتغطيات والتوابل، وتتباين الطريقة التي تمزج بها كل تلك المكونات. ويمكن أن تركّب المكونات بطرق مختلفة تقليدية أو حديثة مبتكرة.

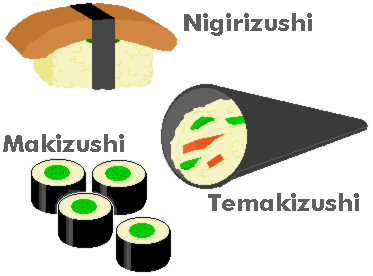
أنواع السوشي

- النيغري سوشي (يعني السوشي المصنوع يدوياً، أو القطعتين). يُشاهد في المطاعم كالنوع التقليدي للسوشي، ويتألف من كومة صغيرة مستطيلة من رز السوشي تضغط بالكفّين مع رشّة واسابي وتُغطّى بشيءٍ من التغطيات المستعملة عادةً ومن ثمّ تلفّ المجموعة بشريط من النوري (أوراق من الأعشاب البحرية).

ويمكن أن يصنع النيغري سوشي بشكل دوائر، باليد كذلك، من رز السوشي تلفّ الحشوة وحول الرز ورقة نوري، ويدعى هذا التعديل بالـ: غونكان سوشي.
- ماكي سوشي (يعني اللفافة). تصنع بشكل اسطواني وتلفّ بالـنوري (الأعشاب البحرية) وتوضع فيها خلطة رز السوشي والمكونات الأخرى، ولكن يمكن أن توجد أحياناً ملفوفة ببيض مقلي. تقطع الـماكي سوشي عادةً إلى 6-8 قطع وتشكّل بالترتيب. منها تعديلات كثيرة لكل منها اسم مختلف مثل: فوتوماكي (لفائف كبيرة)، هوسوماكي (لفائف رقيقة)، أوروماكي (لفائف بالمقلوب، الرز بالخارج والنوري بالداخل)، تيماكي (لفائف يدوية)، إنراي سوشي (سوشي محشو).
- أوشي سوشي (يعني السوشي المضغوط). يصنع في قوالب خشبية بتعبئة هذه القوالب الصغيرة بالمواد بالترتيب بوضع التغطية بالأسفل لتغطية رز السوشي بالمقلوب ويضغط القالب ثم يُقلب ويُفتح ويُقطّع بحجم لقمة.
- جيراشي (يعني السوشي المبعثر). وعاء من خلطة من رز السوشي مع المكونات الأخرى. تؤكل بكثرة في اليابان لسهولة تحضيرها. تتباين مكوناتها حسب المنطقة وتؤكل خصوصاً في عيد الدمى الذي يحتفل به اليابانيون في شهر آذار.
- ناري سوشي (السوشي الناضج). وهو الشكل القديم من السوشي والمصنوع من السمكّ المخمّر، حيث يُحشى السمك منزوع الجلد والأحشاء بالملح ثم يوضع في براميل خشبية ويُغطى بالملح ثانية ثمّ يُضغط بأوزان كبيرة تحت غطاء البرميل. تبقى لحوم الأسماك في الملح بين عشرة أيام لشهر ثم تُنقع بالماء ربع ساعة إلى ساعة. بعد ذلك، توضع في براميل بطبقات سمك-رز مبخّر بارد. هذا المزيج يُغطى جزئياً ويُضغط بأثقال التخليل. يتم التخلص من الماء الناضح طيل فترة الكبس المستمرة لستة أشهر. بعد كل ذلك، يمكن أن يؤكل هذا الكبيس مباشرة ويبقى صالحاً للأكل ستة شهور أو أكثر.

## الآداب
استثناءً من آداب الطعام الياباني، يمكن أن يؤكل السوشي باليد بالإضافة للعصي. وحسب التقاليد، يجب أن يبدأ الشخص بقطعة لحم بيضاء أو ذات طعمٍ غير حاد، ثم يتابع نحو الألوان الأدكن والنكهات الحادة. يغمس السمك، وليس الرز، في صلصة الصويا الموضوعة في صحن جانبي.
في بعض مطاعم الذوّاقة، لا يُعتبر طلب واسابي إضافي دليلاً على إدارك الطعم الحقيقي لأن الطبّاخ يضيف كمية مناسبة لكل قطعة، ويُحتاج فقط صلصة الصويا لتتبيل القطعة.

## القيمة الغذائية
السوشي عالي القيمة الغذائية لانخفاض الدهن فيه (باستثناء المكوّن من بيوض السمك أو بعض أنواع التونا الدهنية أو الحشوات الغربية)، وارتفاع البروتين والنشويات والفيتامينات والمعادن.
- الدهن: معظم الأسماك والمأكولات البحرية منخفضة الدهن بشكل طبيعي، ويوجد الدهن فيها بصورة غير مشبعة هو مجموعة أوميغا-3.
- البروتين: السمك والتوفو والمأكولات البحرية والبيض ومعظم حشوات وتغطيات السوشي غنية بالبروتين.
- الفيتامينات والمعادن: تتواجد في السوشي عن طريق الخضروات. فمثلاً، يعتبر النوري غنياً بالفيتامينات والمعادن النادرة، كذلك الخضروات المستعملة في لفّ أو حشو السوشي فيها قيمة عالية من الفيتامنيات والمعادن.
- النشويات: توجد في الرز والخضروات.

تحتوي كل حصّة من ماكي التونة بالخيار على 480 سعرة حرارية تقريباً مع 9 غ من الدهون معظمها دهون غير مشبّعة.

## سجلّ غينيس العالمي
1. في كانون الثاني/يناير 1992، استعملت سمكة تونة الزعنفة الزرقاء بوزن 325 كغ اشتريت بـ 83,500 دولار أمريكي في طوكيو، اليابان. من هذه السمكة، صُنعت 2,400 قطعة سوشي قيمة الواحدة 75 دولار أميركي. قيمة المبيع بلغت 180,000 دولار لتكون السمكة بذلك أغلى سمكة في العالم.
2. في 12 تشرين الأول/أكتوبر 1997، صُنعت أطول لفافة سوشي. تساعد على صنعها 600 شخص حشوها بالخيار ليبلغ طولها 1 كيلومتر، في يوشي باليابان.

## معرض الصور

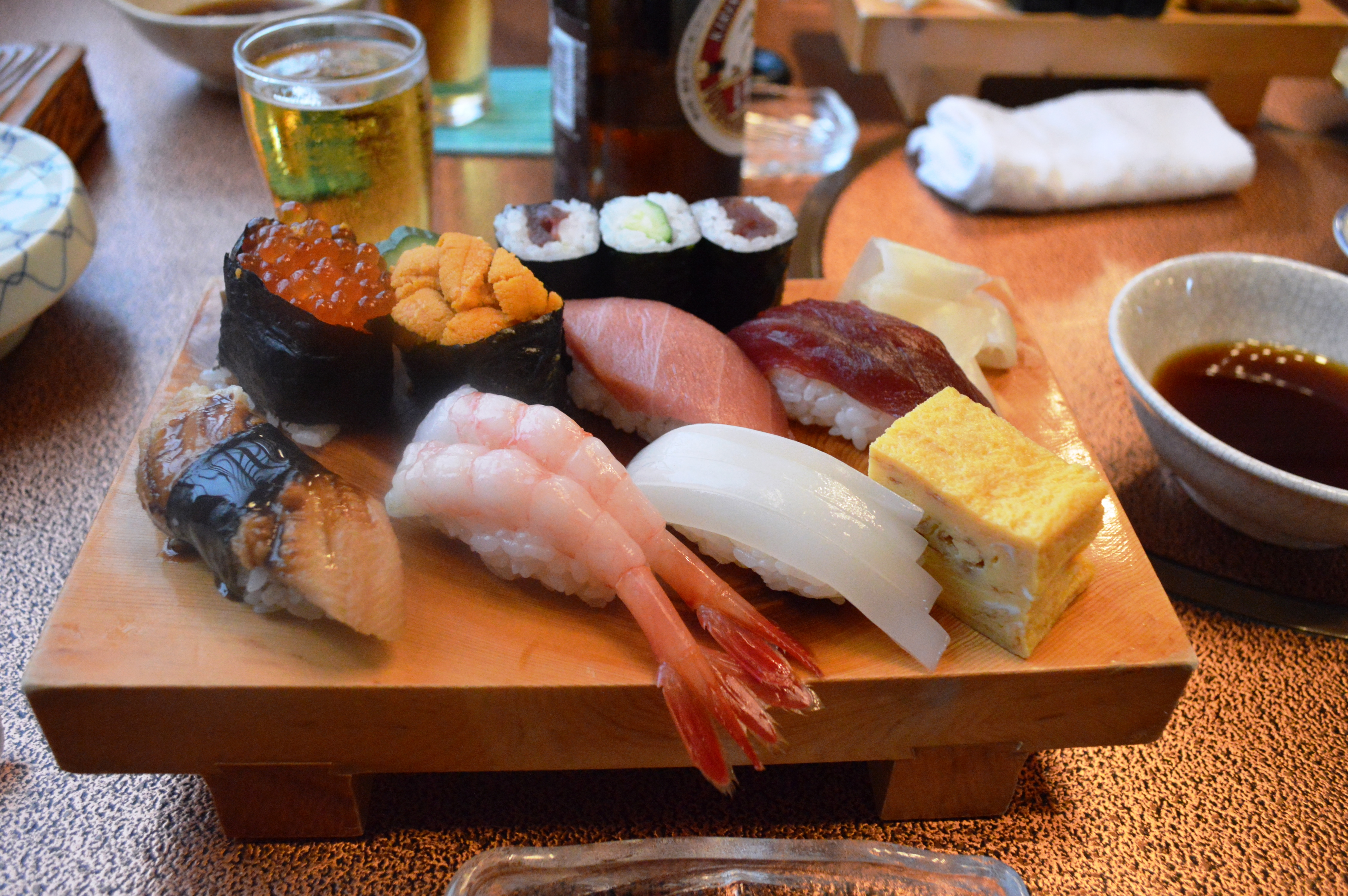
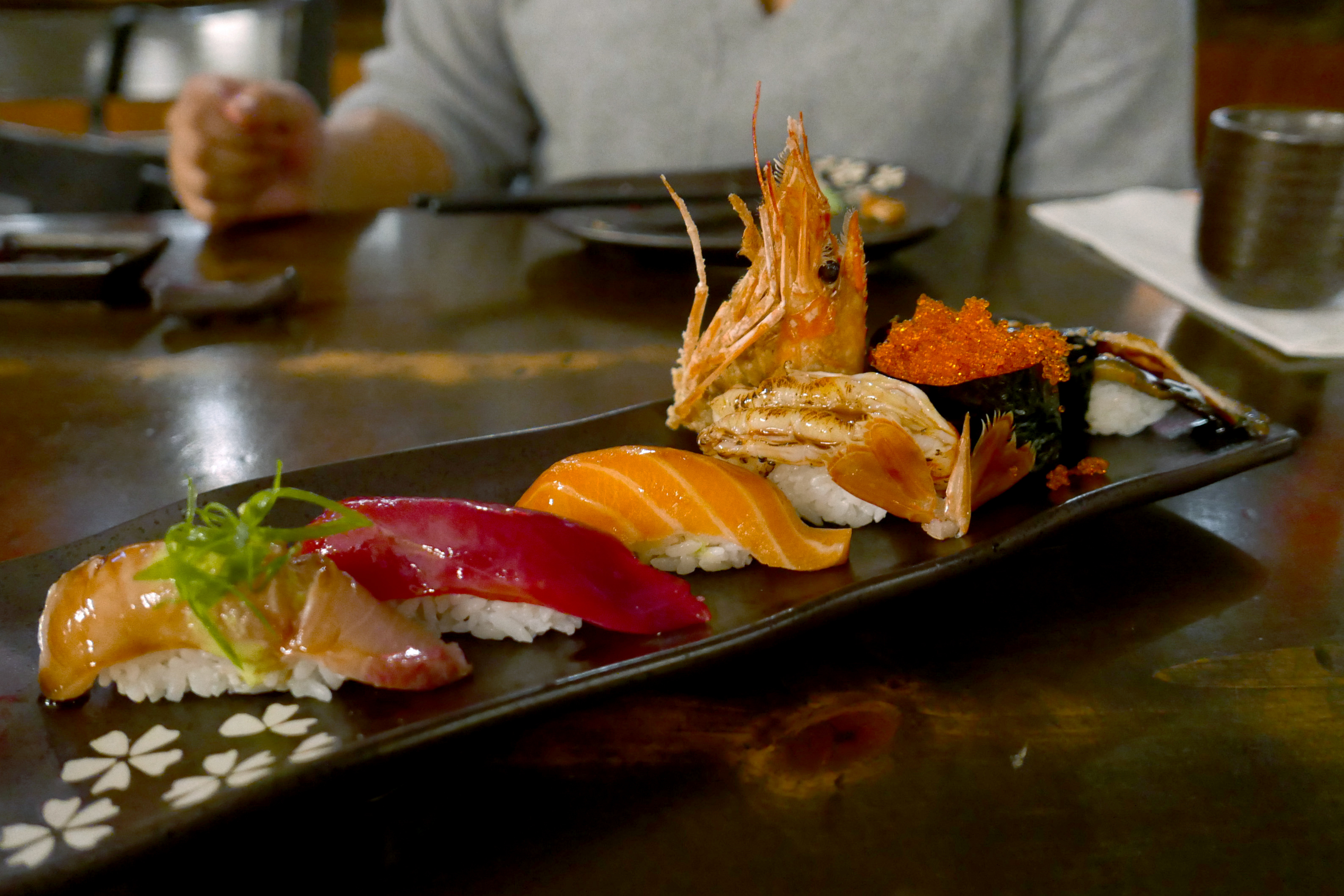

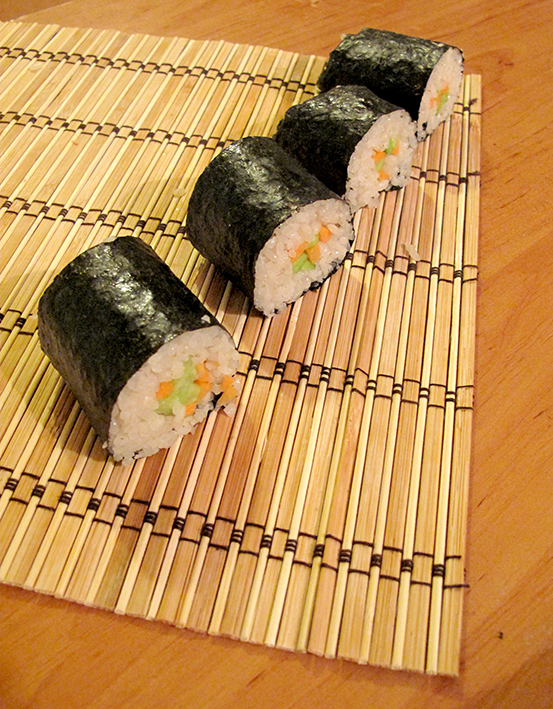
سوشی چوماکی

## مواقع ذات صلة
- سوشي
- صلصة السمك